# Marianne Stanley
Marianne Crawford, coniugata Stanley (Yeadon, 29 aprile 1954), è un'ex cestista e allenatrice di pallacanestro statunitense, professionista nella WNBA.
Dal 2022 è membro del Naismith Memorial Basketball Hall of Fame in qualità di allenatrice.

## Palmarès

### Allenatrice
- Naismith Memorial Basketball Hall of Fame (2022)
- Campionessa NCAA (1985)
- WNBA Coach of the Year (2002)